# Ski de fond aux championnats du monde de ski nordique 1937
Pour un article plus général, voir Championnats du monde de ski nordique 1937.
Les épreuves de ski de fond des championnats du monde de ski nordique 1937 se sont déroulées à Chamonix (France) du 12 février au 18 février.

## Palmarès
| Date            | Lieu     | Courses                             | Or                                                                     | Argent                                                                     | Bronze                                                                             |
| --------------- | -------- | ----------------------------------- | ---------------------------------------------------------------------- | -------------------------------------------------------------------------- | ---------------------------------------------------------------------------------- |
| 16 février 1937 | Chamonix | 18 km individuel en style classique | Lars Bergendahl                                                        | Kalle Jalkanen                                                             | Pekka Niemi                                                                        |
| 18 février 1937 | Chamonix | 50 km individuel en style classique | Pekka Niemi                                                            | Klaes Karppinen                                                            | Vincenzo Demetz                                                                    |
| 12 février 1937 | Chamonix | Relais 4 × 10 km en style classique | Norvège- Annar Ryen - Oskar Fredriksen - Sigurd Røen - Lars Bergendahl | Finlande- Pekka Niemi - Klaes Karppinen - Jussi Kurikkala - Kalle Jalkanen | Italie- Giulio Gerardi - Aristide Compagnoni - Silvio Confortola - Vincenzo Demetz |

## Résultats détaillés

### Relais
- Date 12 février 1937

| Rang               | Athlètes                                                                  | Nations         | Temps   |
| ------------------ | ------------------------------------------------------------------------- | --------------- | ------- |
| Médaille d'or      | Annar Ryen Oskar Fredriksen Sigurd Røen Lars Bergendahl                   | Norvège         | 3:06.07 |
| Médaille d'argent  | Pekka Niemi Klaes Karppinen Jussi Kurikkala Kalle Jalkanen                | Finlande        | 3:07.04 |
| Médaille de bronze | Giulio Gerardi Aristide Compagnoni Silvio Confortola Vincenzo Demetz      | Italie          | 3:08.48 |
| 4                  | Sven Hansson Alvar Hägglund Bertil Stridsman Alfred Dahlqvist             | Suède           | 3:10.25 |
| 5                  | Cyril Musil Gustav Berauer Rudolf Vrána František Šimůnek                 | Tchécoslovaquie | 3:13.56 |
| 6                  | Adolf Freiburghaus Augusto Sonderegger Ernest Berger (en) Alfred Limacher | Suisse          | 3:16.56 |
| 7                  | Franc Smolej (sl) Lovro Žemva (sl) Leon Knap (sl) Alojz Klančnik (sl)     | Yougoslavie     | 3:26.05 |
| 8                  | Robert Gindre Léonce Crétin Fernand Mermoud Alfred Jacomis                | France          | 3:28.10 |

L'équipe de Pologne a déclaré forfait. La course a débuté à 9 h et il faisait beau temps. La Suède emmenée par Sven Hansson domina le début de la course suivi par l'italien Giulio Gerardi. Le deuxième relayeur suédois, Alvar Hägglund, fit passer son équipe de la première à la cinquième place. La course se transforma alors en un duel entre la Finlande et la Norvège. Jussi Kurikkala fit le meilleur relais de la course en 44 minutes et 4 secondes mais la Norvège s'imposa grâce à un dernier relais de Lars Bergendahl,.
L'équipe de France fut toute la course en dernière position et se classa 8e à plus de vingt minutes des vainqueurs.

### 18 km

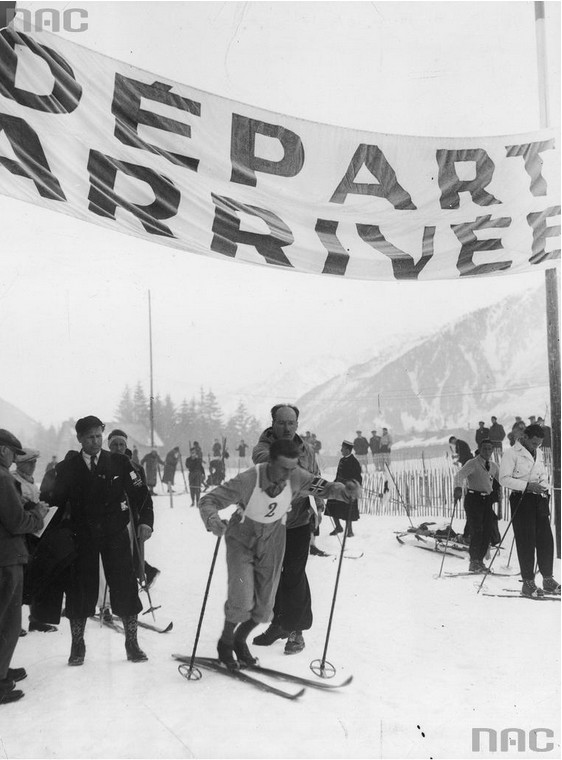
Lars Bergendahl au départ du 18 km

- Date 16 février 1937

| Rang               | Athlète             | Nation          | Temps   |
| ------------------ | ------------------- | --------------- | ------- |
| Médaille d'or      | Lars Bergendahl     | Norvège         | 1:11.21 |
| Médaille d'argent  | Kalle Jalkanen      | Finlande        | 1:12.35 |
| Médaille de bronze | Pekka Niemi         | Finlande        | 1:13.48 |
| 4                  | Sven Hansson        | Suède           | 1:14.08 |
| 5                  | Jussi Kurikkala     | Finlande        | 1:14.22 |
| 6                  | Alfred Dahlqvist    | Suède           | 1:14.35 |
| 7                  | Sigurd Røen         | Norvège         | 1:15.04 |
| 8                  | Vincenzo Demetz     | Italie          | 1:17.01 |
| 9                  | Giulio Gerardi      | Italie          | 1:17.07 |
| 10                 | Alvar Hägglund      | Suède           | 1:17.39 |
| 11                 | Gosta Zakrisson     | Suède           | 1:17.42 |
| 12                 | Annar Ryen          | Norvège         | 1:17.55 |
| 13                 | Gustav Berauer      | Tchécoslovaquie | 1:18.00 |
| 14                 | Rolf Kaarby         | Norvège         | 1:18.46 |
| 15                 | Cyril Musil         | Tchécoslovaquie | 1:18.47 |
| 16                 | Klaes Karppinen     | Finlande        | 1:19.30 |
| 17                 | Sisto Scilligo (en) | Italie          | 1:19.33 |
| 18                 | Bertil Stridsman    | Suède           | 1:19.38 |
| 19                 | Aarne Valkama       | Finlande        | 1:20.01 |
| 20                 | Adolf Freiburghaus  | Suisse          | 1:20.15 |
| 21                 | Oskar Fredriksen    | Norvège         | 1:20.38 |
| 22                 | Robert Gindre       | France          | 1:20.48 |
| 23                 | Alojz Klančnik (sl) | Yougoslavie     | 1:21.10 |
| 24                 | Ernest Berger       | Suisse          | 1:21.11 |
| 25                 | Fernand Mermoud     | France          | 1:21.18 |
| 26                 | Alfred Limacher     | Suisse          | 1:21.25 |
| 27                 | Franc Smolej (sl)   | Yougoslavie     | 1:21.31 |
| 28                 | Kaare Busterud      | Norvège         | 1:21.37 |
| 29                 | František Šimůnek   | Tchécoslovaquie | 1:21.53 |
| 30                 | Silvio Confortola   | Italie          | 1:22.05 |
| 31                 | Hallstein Sundet    | Norvège         | 1:22.13 |
| 32                 | Augusto Sonderegger | Suisse          | 1:22.39 |
| 32                 | Mario Compagnoni    | Italie          | 1:22.39 |
| 34                 | Alfred Jacomis      | France          | 1:22.55 |
| 35                 | Bronisław Czech     | Pologne         | 1:23.35 |
| 36                 | Rafaele Nasi        | Italie          | 1:24.00 |
| 37                 | Willy Bernath       | Suisse          | 1:24.42 |
| 38                 | Leon Knap (sl)      | Yougoslavie     | 1:25.50 |
| 39                 | Per Fossum          | Norvège         | 1:25.53 |
| 40                 | Rudolf Vrána        | Tchécoslovaquie | 1:25.57 |
| 41                 | Oswald Julen        | Suisse          | 1:26.30 |
| 42                 | Prosper Poulot      | France          | 1:27.34 |
| 43                 | Jan Kovar           | Tchécoslovaquie | 1:30.43 |
| 44                 | Stanisław Marusarz  | Pologne         | 1:37.59 |
| -                  | Raymond Berthet     | France          | DNF     |
| -                  | Gaston Buffard      | France          | DNF     |
| -                  | Lauri Valonen       | Finlande        | DNF     |
| -                  |                     |                 | DNF     |
| -                  |                     |                 | DNF     |
| -                  |                     |                 | DNF     |
| -                  |                     |                 | DNF     |

L'épreuve de fond (18 km) a vu à nouveau la supériorité indiscutable des Nordiques, lesquels se sont livré entre eux une lutte formidable : Norvégiens, Suédois et Finlandais se tiennent à la tête du classement à des écarts relativement minimes. Le départ de la course fut donné à partir de 9 h avec un départ des 51 concurrents sur 70 inscrits tous les 30 secondes. Fernand Mermoud fut le premier à s'élancer suivi par Lars Bergendahl qui le distanca rapidement (deux minutes d'avance pour le norvégien après 15 minutes de course). Ce dernier domina l'épreuve de bout en bout mais fut malgré tout sous les menaces des finlandais et des suédois toute la course.
Le français Léonce Crétin malade fut remplacé par Raymond Berthet qui abandonna. 44 concurrents ont atteint l'arrivée et furent classés,.

### 50 km
- Date 18 février 1937

| Rang               | Athlète             | Nation          | Temps   |
| ------------------ | ------------------- | --------------- | ------- |
| Médaille d'or      | Pekka Niemi         | Finlande        | 3:36.58 |
| Médaille d'argent  | Klaes Karppinen     | Finlande        | 3:43.59 |
| Médaille de bronze | Vincenzo Demetz     | Italie          | 3:46.39 |
| 4                  | Kalle Jalkanen      | Finlande        | 3:46.45 |
| 5                  | Lars Bergendahl     | Norvège         | 3:47.02 |
| 6                  | Franc Smolej (sl)   | Yougoslavie     | 3:52.25 |
| 7                  | Alvar Hägglund      | Suède           | 3:53.44 |
| 8                  | Giacomo Scalet      | Italie          | 3:58.28 |
| 9                  | Compagnoni          | Italie          | 4:02.32 |
| 10                 | Sisto Scilligo (en) | Italie          | 4:02.45 |
| 11                 | Axel Wikström       | Suède           | 4:03.47 |
| 12                 | Oskar Fredriksen    | Norvège         | 4:04.26 |
| 13                 | Jan Kovar           | Tchécoslovaquie | 4:09.04 |
| 14                 | Bertil Stridsman    | Suède           | 4:09.45 |
| 15                 | Victor Borghi       | Suisse          | 4:09.46 |
| 16                 | Eduard Müller       | Suisse          | 4:11.36 |
| 17                 | Lovro Žemva (sl)    | Yougoslavie     | 4:11.39 |
| 18                 | Auguste Sonderegger | Suisse          | 4:22.41 |

Lars Bergendahl, vainqueur du 18 km, est blessé (un pied écorché et un douloureux ganglions à l'aine) mais prend le départ. Le parcours comprenait deux fois deux boucles de 25 kilomètres avec le départ donné au Téléski de Savoye. Les concurrents s'élancent toutes les minutes. L'italien, Vincenzo Demetz, prend le meilleur départ et rattrape les concurrents devant lui. Il mène la course jusqu'au 44e km mais faiblit sur la fin du parcours et finit 3e pour 6 secondes. Pekka Niemi lui reprend cinq minutes dans les six derniers kilomètres et remporte l'épreuve. Aucun Français n'a pris le départ de l'épreuve.

## Tableau des médailles
| #  | Nation   | Or | Argent | Bronze | Total |
| -- | -------- | -- | ------ | ------ | ----- |
| 1. | Norvège  | 2  | 0      | 0      | 2     |
| 2. | Finlande | 1  | 3      | 1      | 5     |
| 3. | Italie   | 0  | 0      | 2      | 2     |